# 鲁瓦 (上索恩省)
鲁瓦（法語：Roye，法語發音：[ʁwa]）是法国上索恩省的一个市镇，属于吕尔区。

## 地理
鲁瓦（47°40'9"N, 6°32'34"E）面积10.37 平方千米，位于法国勃艮第-弗朗什-孔泰大區上索恩省，该省份为法国东部内陆省份，北起顺时针与孚日省、贝尔福地区省、杜省、汝拉省、科多尔省和上马恩省接壤。
与鲁瓦接壤的市镇（或旧市镇、城区）包括：拉讷韦勒莱吕尔、拉科特、弗鲁瓦德泰尔、弗罗泰莱吕尔、吕尔、帕朗特。

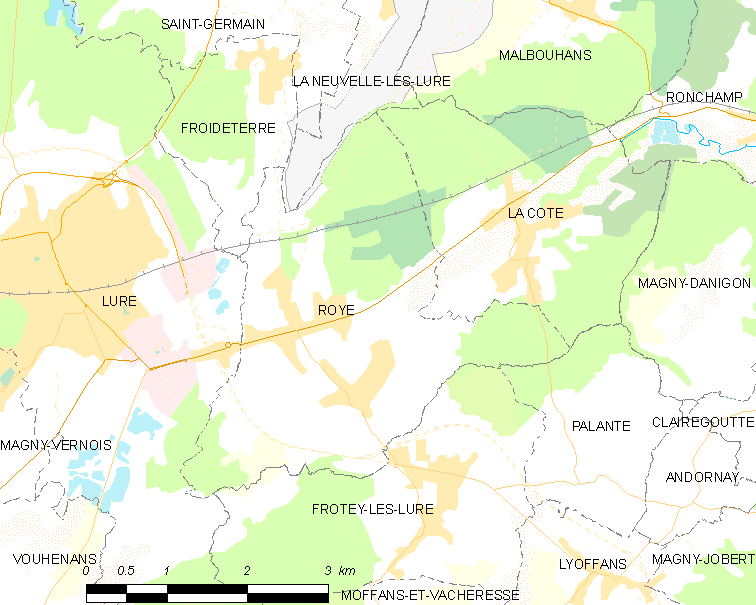
的OSM定位图

鲁瓦的时区为UTC+01:00、UTC+02:00（夏令时）。

## 行政
鲁瓦的邮政编码为70200，INSEE市镇编码为70455。

## 政治
鲁瓦所属的省级选区为吕尔第二县。

## 人口

1962-2008年间人口变化图示

鲁瓦于2022年1月1日时的人口数量为1486人。